# 橋口樹
橋口 樹（はしぐち いつき、1999年10月22日 - ）は、日本の女子バスケットボール選手である。ポジションはセンター。Wリーグのシャンソン化粧品シャンソンVマジック所属。

## 来歴
福岡県出身。
東筑紫学園高校から山梨学院大に進みインカレベスト16を経験。
2021年にはユニバーシアード日本代表候補にも選出された。
2022年、シャンソンVマジックにアーリーエントリー。卒業後正式加入。

## 日本代表歴
- 2015年U16アジアカップ
- 2016年U17ワールドカップ